# R136a1

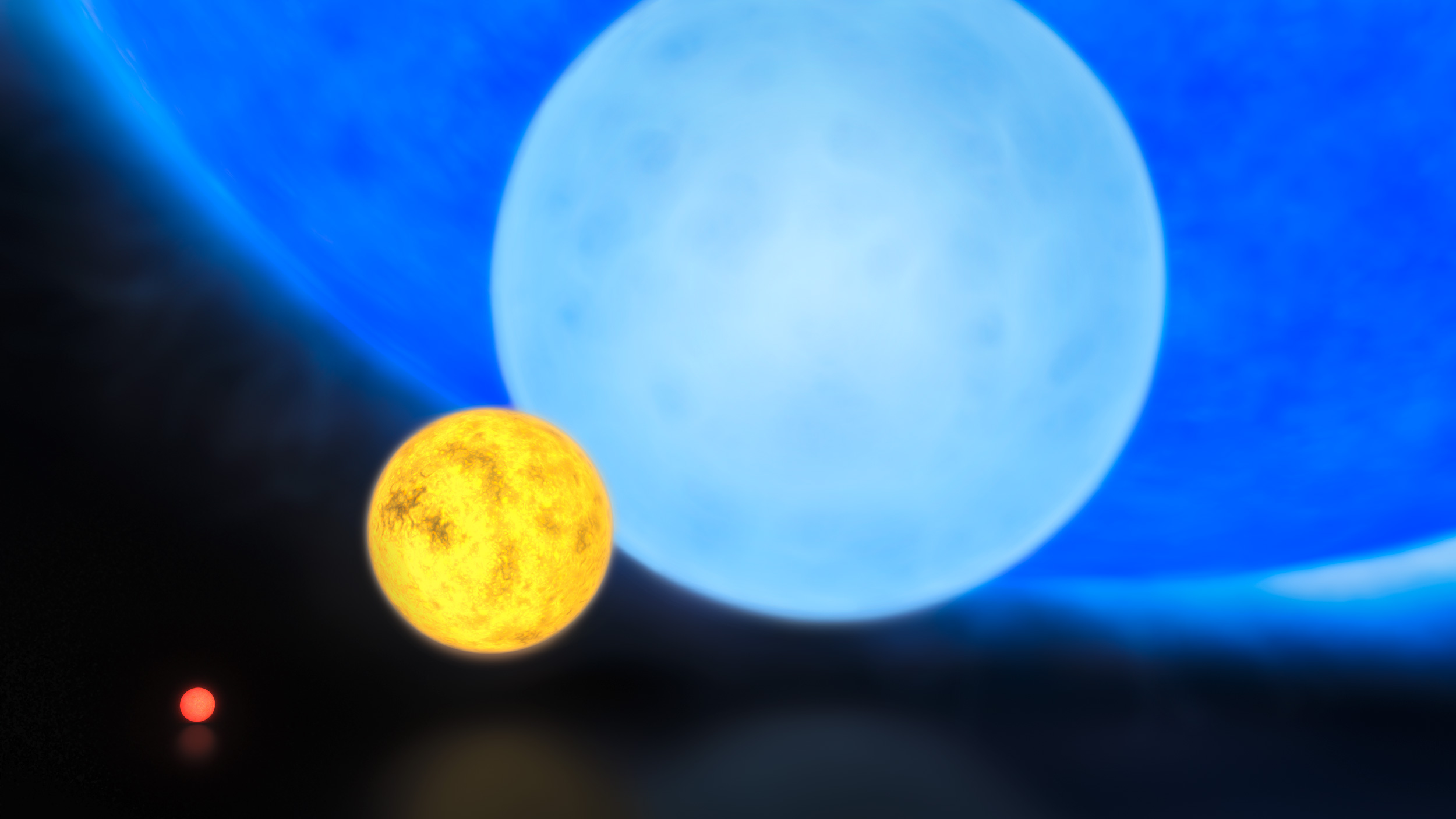
Van links naar rechts: een rode dwerg, onze zon, een blauwe dwerg en R136a1

RMC 136a1 (afgekort R136a1) is een Wolf-Rayetster in de cluster R136 in het centrum van de Tarantulanevel in de Grote Magelhaense Wolk op een afstand van 50 kiloparsec (167.000 lichtjaar). De ster heeft de grootste massa en luminositeit van de ontdekte sterren en is ook een van de heetste. De lichtkracht van R136a1 is geschat op 8.700.000 keer die van de zon, met een piek in het extreem ultraviolet (50 nm), waardoor 99% van de elektromagnetische straling die R136a1 uitstraalt buiten het visuele bereik van een mens valt. Waar schattingen voor de massa van R136a1 uiteen liepen van 256M☉ tot 315M☉ is dit inmiddels bijgesteld naar 170M☉ tot 230M☉ De massa is dus aanzienlijk groter, terwijl het formaat van R136a1 slechts 30 keer groter is dan die van de zon. waarbij het nog steeds de zwaarst bekende ster blijft. De ster verliest door zijn sterrenwind 5.1 × 10−5M☉ (3.21 × 1018 kg/s) per jaar, meer dan een miljard keer zoveel als de zon.